# Ercole del Rio
Domenico Ercole del Rio (1723 nebo 1726, Guiglia – 23. května 1802, Modena) byl italský šachový mistr, teoretik a šachový skladatel, společně s Giambattistou Lolim a Domenicem Lorenzem Ponzianim jeden z představitelů tzv. modenské šachové školy (někdy též nazývané modenské trojhvězdí).
Ercole del Rio byl právník a úředník v Modeně. Je považován za zakladatele a vůdčí postavu modenské šachové školy. Zasloužil se o vznik moderní šachové studie. Ve své knize Sopra il giuoco degli scacchi osservazioni pratiche (1750), kterou vydal jako Anonym z Modeny (Anonimo Modenese) uveřejnil kolem třiceti přímých matových úloh od tří do osmi tahů s jednovariantovým řešením. Analyzoval koncovku král + věž + střelec proti král + střelec a našel některé remízové pozice. Skládal také tzv. podmínkové úlohy, v níž jednu nebo obě strany omezují určité podmínky (např. matit určitým kamenem).